# 多布羅沃季 (莫納斯特里斯卡區)
49°9′22″N 25°12′48″E / 49.15611°N 25.21333°E
多布羅沃季（烏克蘭語：Доброводи）是位於烏克蘭西部特諾皮爾州裏喬爾特基夫區的村莊，始建於1785年，面積2.5平方公里，2001年人口726。